# Akhmim

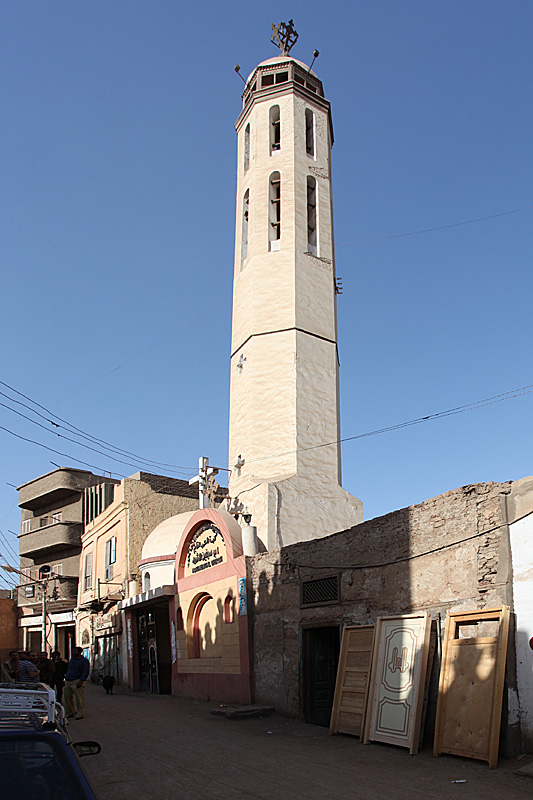
Església a Akhmim

Akhmim (àrab: اخميم, Aẖmīm; copte: ϣⲙⲓⲛ, Xmīn, però en el dialecte copte d'Akhmim: ⳉⲙⲓⲙ, Xmīm; de l'egipci antic Khent-min) és una ciutat d'Egipte, a la riba oriental del Nil, a la governació de Sohag. És al davant de la ciutat de Sohag, a l'altre costat del riu, a uns 5 km. Té enllaç ferroviari amb El Caire i Assuan. És la ciutat més important de la part oriental del Nil en tot l'Alt Egipte. Akhmim és la població més gran de la banda oriental del Nil a l'Alt Egipte. El 1907 la població de la ciutat era de 23.795 habitants dels quals un terç eren coptes. Al cens de 1947 apareix amb 32.071 habitants. El 2006 en tenia 101.509, amb un minoria important de coptes. Té diverses mesquites i algunes esglésies cristianes; s'hi instal·la un mercat setmanal; el cotó (elaborat) continua sent el principal producte local junt amb les tapisseries i els productes agrícoles (cereals, canya de sucre i cotó). El monestir dels màrtirs es troba a uns 6 km al nord-est.
És el nom àrab de l'antiga ciutat anomenada pels grecs com Khemmis, Chemmis o Panòpolis.

## Curiositats
A la Biblioteca Museu Víctor Balaguer de Vilanova i la Geltrú es conserven diverses peces procedents d'aquesta ciutat. Destaquen un naos funerari, una màscara funerària i una figureta d'Osiris.